# 바이광

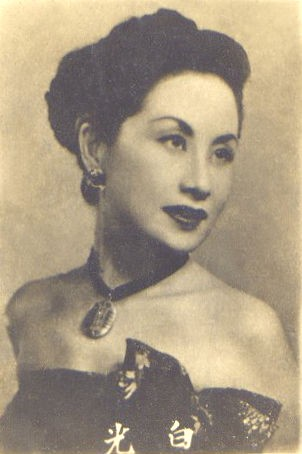

바이 광(白光, 1921년 ~ 1999년 8월 27일)은 중국의 가수이자 영화배우이다. 1940년대의 칠대가성 중 한명이다.

## 삶
스융펀(史永芬)이라는 이름으로 태어나 극단에서 수련하였다. 1937년부터 1942년까지 동경대학교에서 음악을 공부했다. 영사기에서 나와 스크린에 비춰지는 불빛과도 같은 영화배우가 되고 싶어하였고, 그런 의미에서 백광(白光)이라는 예명을 만들었다.
백광의 낮은 목소리는 상해에서 큰 인기를 끌었으며 저음의 여왕(低音歌后)이라는 별명을 얻게되었다.
1949년 공산당이 집권하자 홍콩으로 이주했으며, 말레이시아 쿠알라 룸푸르에서 생을 마감했다.

## 주요 히트곡
- 가을 저녁(秋夜)
- 如果沒有你
- 假正經
- 魂縈舊夢
- 等著你回來